# Rhinolophus trifoliatus
Rhinolophus trifoliatus — вид рукокрилих родини підковикові (Rhinolophidae).

## Поширення
Країни поширення: Китай, Індія, Індонезія (Ява, Калімантан, Суматра), Малайзія (півострівна Малайзія, Сабах, Саравак), М'янма, Таїланд. Записаний до висоти 1800 м над рівнем моря в первинних і вторинних тропічних вологих лісах.

## Поведінка
Тварини ночують окремо під листям або пальмовим листям у лісовому підліску, і, як вважають, розмножуються один раз на рік.

## Загрози та охорона
Цей вид перебуває під загрозою в більшій частині свого ареалу через вирубування лісів, як правило, внаслідок лісозаготівель і переведення земель у сільськогосподарський оборот. Живе в багатьох охоронних територіях.